# Leucopomyia alticeps
Leucopomyia alticeps är en tvåvingeart som beskrevs av Leander Czerny 1936. Leucopomyia alticeps ingår i släktet Leucopomyia, och familjen markflugor. Arten har ej påträffats i Sverige.